# Chadan Jaber
Chadan Jaber, née le 6 janvier 2006, est une escrimeuse marocaine.

## Carrière
Chadan Jaber est médaillée d'argent en sabre par équipes aux Jeux africains de 2019 ; elle est également lors de ces Jeux éliminée en quarts de finale du tournoi individuel féminin de sabre par l'Égyptienne Nada Atawia.